# Ревдинский завод по обработке цветных металлов
Ревдинский завод по обработке цветных металлов — предприятие цветной металлургии в городе Ревда Свердловской области. Основано в 1941 году. Предприятие было образовано в результате эвакуации Кольчугинского завода имени Орджоникидзе из города Кольчугино Владимирской области в годы Великой Отечественной войны. Выпуск первой продукции состоялся 6 декабря 1941 года. В 2000-е годы на заводе прошла масштабная реконструкция производства. В 2016 году на заводе началась модернизация производства медных, медно-никелевых труб и бронзового проката.

## История
В июле 1941 года Народным Комиссариатом цветной металлургии СССР было принято решение о создании на Урале Ревдинского завода «Т» по производству тонкостенных труб из цветных металлов. 1 августа 1941 г. издан приказ № 1 по Уральскому заводу «Т» для организации строительства, подготовки производства, создания отделов управления завода за подписью заместителя директора и главного инженера завода Жолобова В. В.

## Основные этапы создания завода
В суровые дни Великой Отечественной войны 1941—1945 гг. в кратчайшие сроки был организован в Ревде выпуск радиаторных труб для самолётов и танков. Из города Скопино Рязанской области, где начинал строиться новый металлообрабатывающий завод, поступили в Ревду восемь волочильных станов. Кыштымский механический завод изготовил дисковые пилы, станки для гидравлических испытаний трубки и ряд других механизмов. Цепные волочильные станы изготовили на Иркутском заводе им. Куйбышева. 3 октября 1941 г. Государственный Комитет Обороны принял постановление об эвакуации Кольчугинского завода в восточные районы страны, трубоволочильный цех № 2 был эвакуирован в Ревду.
14 ноября 1941 г. — установлен первый волочильный стан в цехе № 4.
6 декабря 1941 г. — выпущены первые 56 кг радиаторной трубки для авиационной промышленности. Этот день считается днем рождения завода по обработке цветных металлов.
С 1942 по 1945 годы- выпуск продукции и производительность труда выросли в полтора раза, себестоимость продукции была снижена на 33 процента.
С 1945 по 1950 годы — были освоены выпуск медно-никелевых и никелевых сплавов, построен и пущен первый горизонтальный гидравлический пресс усилием 1500 МН.
С 1950 по 1960 годы — сдано в эксплуатацию новое здание Центральной заводской лаборатории, в прессово-волочильном цехе № 2 смонтирован волочильный стан «Маршал Ричардс», создан участок для производства труб в бухтах, создан цех автоматизации и механизации.
С 1960 по 1970 годы — начаты поставки продукции в 12 стран мира, освоена отливка особо чистых никелевых сплавов в вакуумных печах. Сдан в эксплуатацию прессово-волочильный цех № 3 по производству медных труб в бухтах — самый большой в Европе!
С 1971 по 1980 годы — пущен в эксплуатацию новый электроплавильный цех и новый прессово-волочильный цех № 8. Завод выдал миллионную тонну проката. С 1981 по 1990 годы — пущен новый инструментальный цех № 7, освоен выпуск мельхиоровых труб, освоен выпуск медных туб для кондиционеров, сдан в эксплуатацию механизированный склад готовой продукции.
С 1991 по 2000 годы — произведён монтаж двух вакуумных печей СШВ для отжига медных труб, завод преобразован в акционерное общество, избран первый совет директоров. Введена в эксплуатацию котельная, обеспечивающая производство и отопление завода. Завод стал лауреатом премии областного правительства в области качества. Организован прессово-волочильный цех № 38.
С 2001 по 2011 годы — в прессово-волочильном цехе № 2 установлен гидравлический пресс усилием 25 МН. В прессово-волочильном цехе № 38 организован участок по производству медных труб для систем кондиционирования воздуха. В центральную испытательную лабораторию приобретен и установлен атомно-абсорбционный спектрометр, приобретен оптический эмиссионный спектрометр с индуктивно связанной плазмой, для анализа химического состава ломов приобретен спектротест. В прессово-волочильном цехе № 38 произведена реконструкция участка по производству конденсаторных труб с установкой проходной роликовой печи, комбинированного волочильного стана, косовалковых правильных машин, приборов токовихревого контроля сплошности труб и другого отделочного оборудования. Построена и запущена в эксплуатацию водородно-азотная станция, снабжающая предприятие защитными газами высокой степени чистоты.

## Завод сегодня
РЗ ОЦМ переживает масштабную модернизацию, которая коснется производства медных, медно-никелевых труб и бронзового проката. Цель технического перевооружения стоимостью 15 млн евро — повышение качества продукции и снижение её себестоимости, а также улучшение условий труда работников. В 2016—2018 годах проходит техническое перевооружение завода, обновляется литейное, прессовое, прокатное и волочильное оборудование, повышаются условия труда для работников и качества выпускаемой продукции. Срок реализации проекта.

## Награды РЗ ОЦМ
В апреле 1942 года Указом Президиума Верховного Совета СССР за образцовое выполнение задания по выпуску продукции для нужд обороны страны завод награждён орденом Трудового Красного Знамени.
В апреле 1943 года Министерство цветной металлургии СССР вручает заводу на постоянное место хранения Красное знамя Государственного Комитета Обороны.
Завод входит в состав предприятий, имеющих статус «ЛИДЕР РОССИЙСКОЙ ЭКОНОМИКИ». Официальная информация о предприятии подлежит публикации в национальном ежегоднике «СИНИЕ СТРАНИЦЫ РОССИИ». За успешное экономическое выживание и развитие в трудных условиях рыночных отношений заводу вручена международная награда «Факел Бирмингема». За свою продукцию награждён золотыми и серебряными медалями, является лауреатом Уральского Федерального округа в области качества, имеет звание «Лидер в бизнесе 2005 года „лучшее предприятие металлургического комплекса“, дипломы конкурса 100 лучших товаров России» и множество других наград.
В 2006 году завод награждён: Золотой медалью Сибирской ярмарки за выпуск латунных труб для теплообменных аппаратов с высокими прочностными характеристиками; Золотой медалью Лауреата Международной выставки «Металл-ЭКСПО» за разработку национального стандарта ГОСТ Р 52318-2005 «Трубы медные круглого сечения для воды и газа. Технические условия»; Серебряной медалью Лауреата Международной выставки «Металл-ЭКСПО» за разработку технологии и внедрение в производство проволоки и прутка из двухфазных свинцовых латуней для скоростной обработки резанием на автоматах.
В 2007 году за разработку технологии и освоение производства блокирующего кольца синхронизатора коробки передач автомобиля ВАЗ, долговечность, снижение материальных затрат завод награждён Серебряной медалью Лауреата Международной выставки «Металл-ЭКСПО». В этом же году стал победителем Третьего Всероссийского конкурса «Лидер природоохранной деятельности в России — 2007».
В 2011 году РЗ ОЦМ награждён Дипломом победителя в конкурсе энергетического сотрудничества в номинации «Крупный бизнес» за активную деятельность в сфере энергосбережения и энергоэффективности.

## Технологии

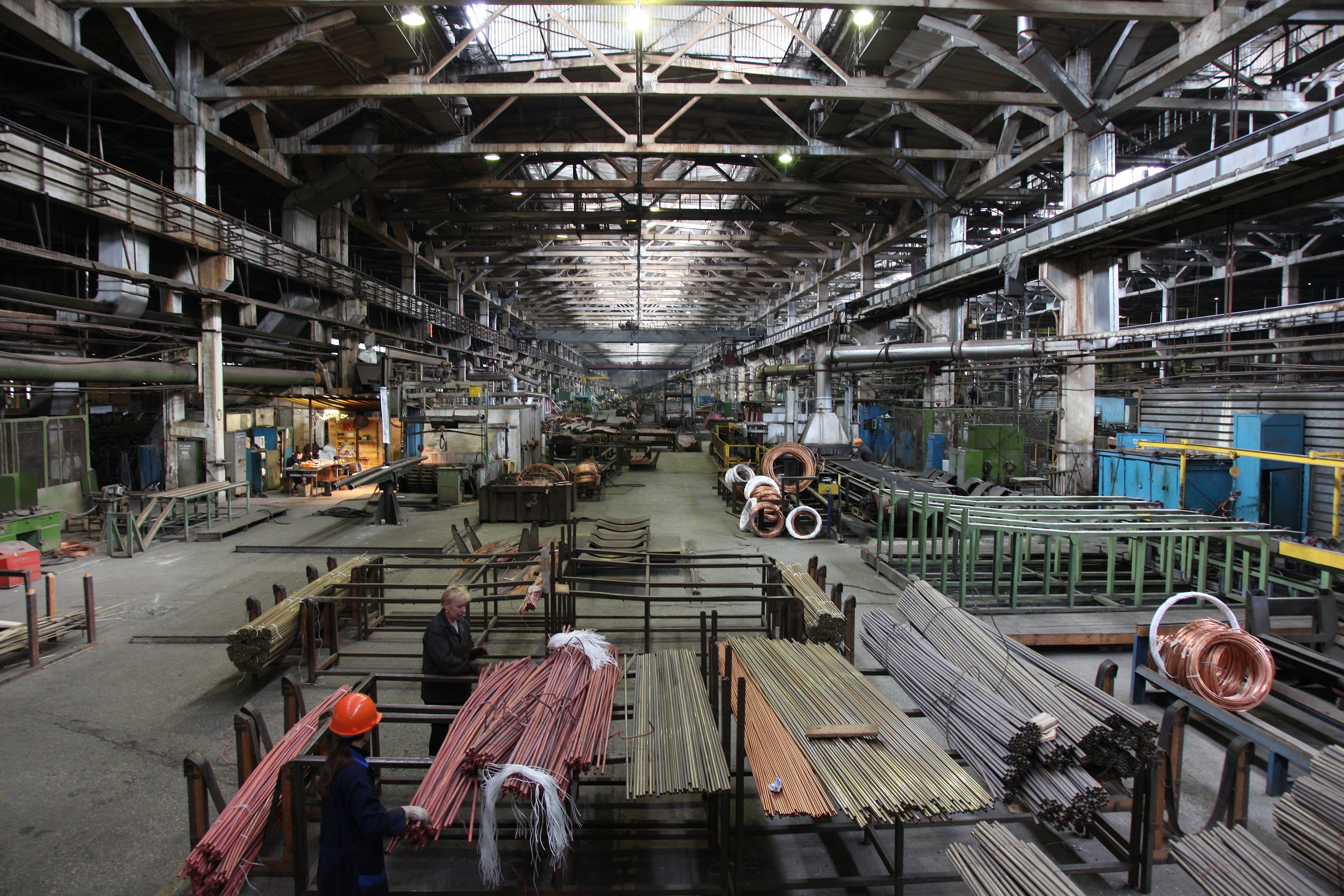
Прессово-волочильный цех РЗ ОЦМ, 2016 год

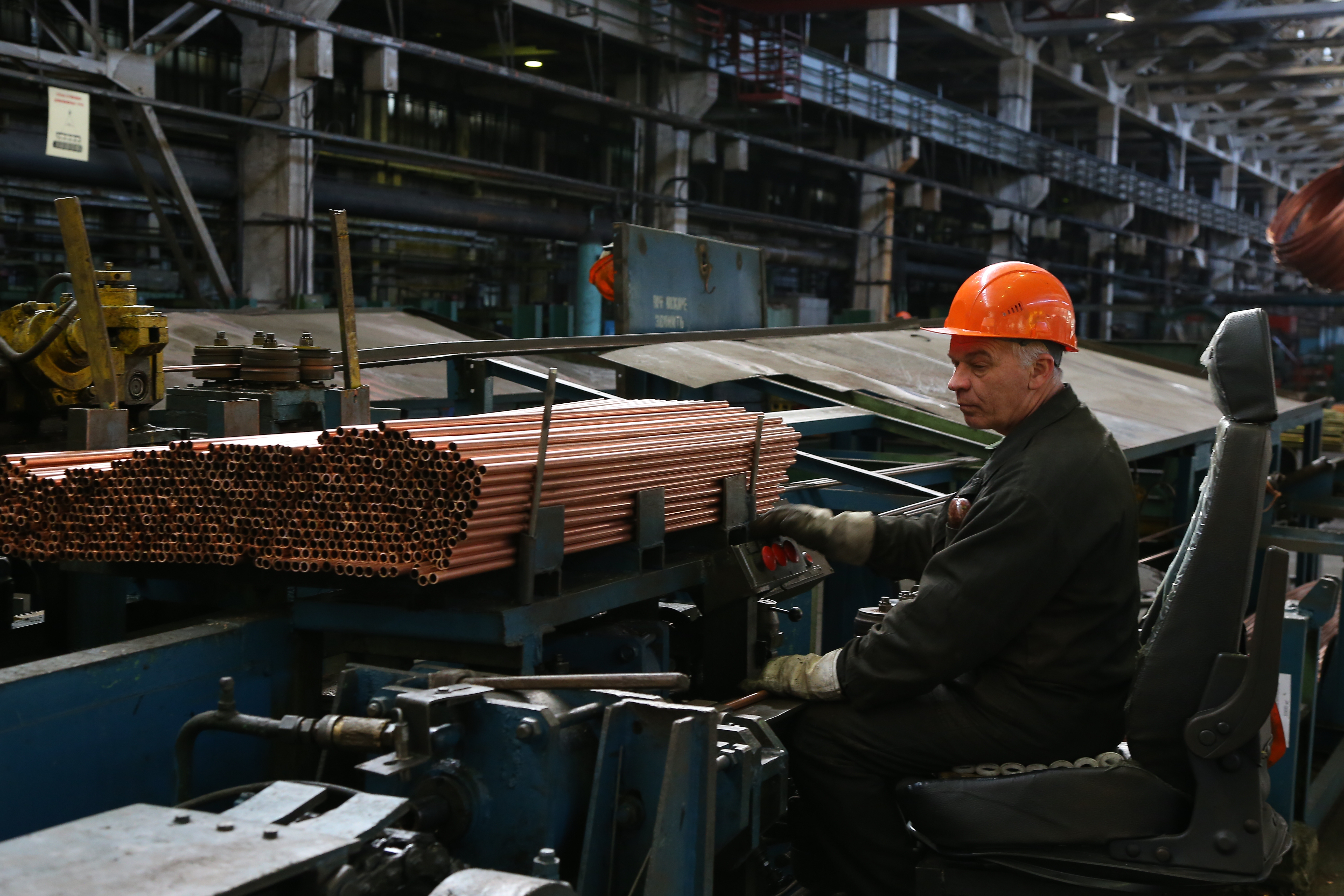
Волочение радиаторных труб

Технологический процесс производства включает в себя:
- плавильно-литейный передел,
- прямое прессование на гидравлических прессах,
- холодную прокатку труб на станах ХПТ и ХПТР,
- волочение на однократных барабанных или линейных станах. В зависимости от технологии производства труб применяется безоправочное, короткооправочное, длиннооправочное волочение, а также волочение на самоустанавливающейся оправке.

Качество выпускаемой продукции контролируется заводской лабораторией, оснащенной современными приборами и испытательными машинами, надежным метрологическим обеспечением. Продукция выпускается в соответствии с требованиями национальных, межгосударственных и зарубежных стандартов. Производственные мощности РЗ ОЦМ позволяют постоянно расширять ассортимент выпускаемых изделий.

## Продукция завода

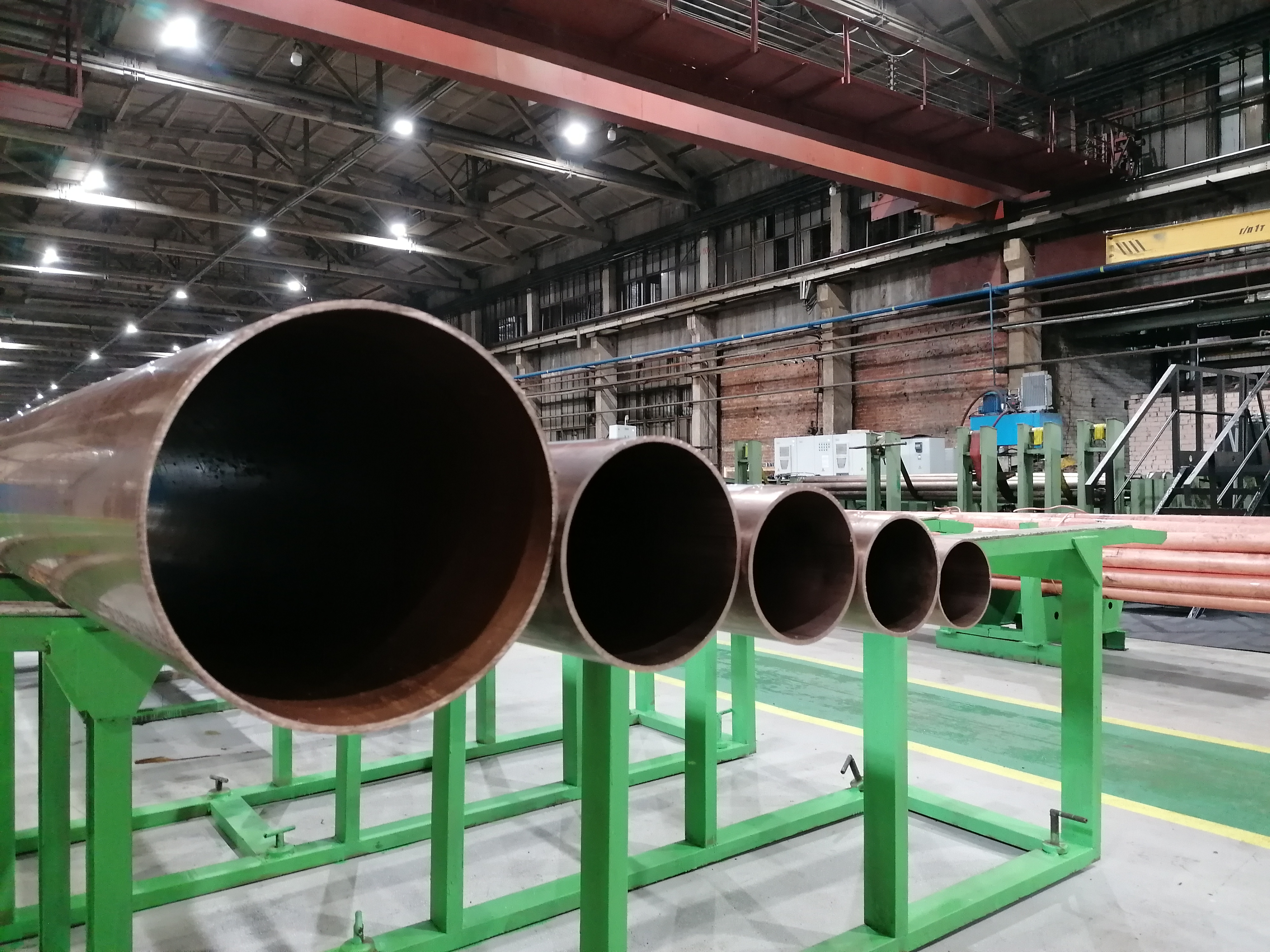
Продукция завода - медные тянутые трубы большого диаметра

Основным видом продукции завода являются тонкостенные трубы, трубы всех диаметров общего назначения, трубы для теплообменных аппаратов, трубы для манометров, волноводов, капиллярные и тонкостенные медные трубы для холодильной и приборостроительной промышленности, систем кондиционирования воздуха, радиаторные круглые и плоскоовальные трубы из антифрикционных сплавов и другие.
Ассортимент выпускаемых изделий чрезвычайно широк и составляет около 10 тысяч типоразмеров и наименований. Возможности предприятия позволяют выпускать трубы в бухтах длиной до 10 километров и в отрезках длиной до 12 м, диаметром от 1,2 до 310 мм, толщиной стенки от 0,1 до 25 мм, чистотой обрабатываемой поверхности 10-14 классов с высокой точностью изготовления. Допуски на геометрические размеры отдельных видов труб не превышают нескольких микрон.

## Собственники и руководство
В мае 2007 года завод вошёл в состав «УГМК-ОЦМ», дивизиона Уральской горно-металлургической компании (УГМК) по обработке цветных металлов. В мае 2009 года ФАС разрешила УГМК приобрести 100 % завода. С октября 2021 года директором завода является Антон Азанов.

## Общественная деятельность
Является учредителем и спонсором премии имени П. П. Бажова, которая вручается с 1999 года.